# Mas Canyet
|  | Per a altres significats, vegeu «Mas Canyet (Palamós)». |

El Mas Canyet és un mas al municipi de Gualta a la comarca catalana del Baix Empordà. Està situat a 1,39 km al sud-est del mateix poble de Gualta, amb les masies d'en Blai, d'en Jomba i el Mas Fuster com les més properes.